# Jetětice
Jetětice (2. pád Jetětic, německy Jetietitz nebo Jedjetitz) jsou obec v okrese Písek v Jihočeském kraji. Vesnice je vzdálená zhruba šestnáct kilometrů severovýchodně od okresního města Písek a dvanáct kilometrů jihozápadně od Milevska. Jetětice se rozkládají na ploše necelých 14 km² v západní části Táborské pahorkatiny v nadmořské výšce 447 metrů. Přirozenou hranici obce tvoří na severu Hrejkovický a Oborský potok, na jihovýchodě Jetětický potok u Křenovického lesa a na jihozápadě orlická přehrada na Vltavě. Do katastrálního území Jetětic spadá jihozápadní část schwarzenberské Rukávečské obory, pod souhrnnou hlavičkou Červená osady Jetětické Samoty, Truhlařov, Pazderna, Kopanický, hájovna Habr a několik chatových osad a rekreačních areálů. Obcí prochází regionální železniční trať Tábor–Ražice. Žije zde 345 obyvatel.

## Historie

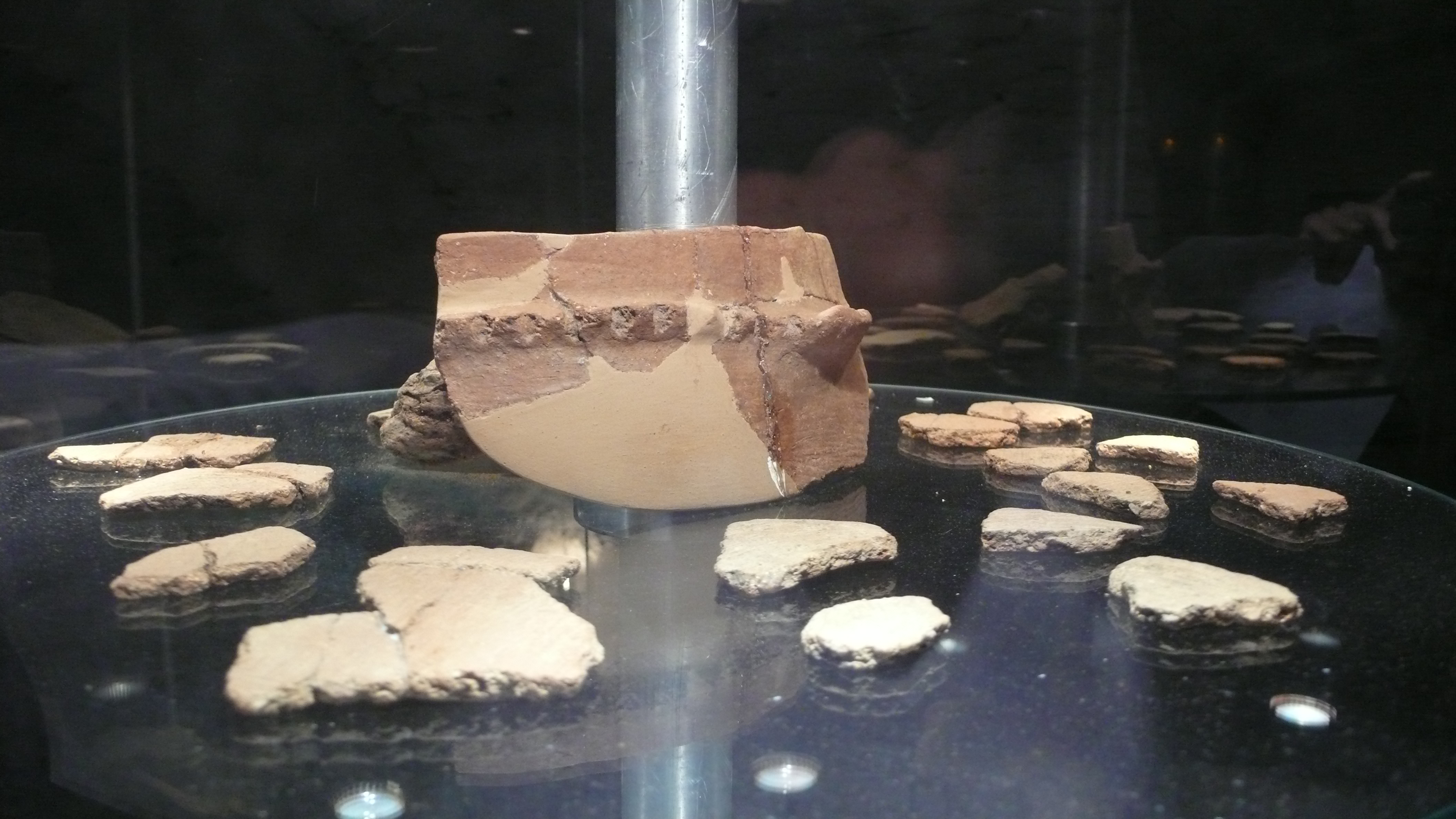
Eneolitická nádoba

Území obce bylo podle archeologických nálezů osídleno již v pravěku. Na ostrožně mezi Vltavou a Jetětickým potokem byly pod převisem skály nalezeny zlomky keramické nádoby, jejíž vznik vročili archeologové do období eneolitu (3 500–2 000 př. n. l.). Nálezy uchovává milevské muzeum.
Vesnice patřila ke statkům premonstrátského kláštera v Milevsku. Za husitských válek byl klášter vypálen a pobořen a tento jeho majetek císař Zikmund Lucemburský asi roku 1437 zastavuje Janu Předborovi z Radešína (z Radejšína).
První písemná zmínka o vesnici pochází z roku 1463. Předbor však již roku 1463 Jetětice spolu s Klisínem, Klisincem a Hostovnicemi dále postoupil Janovi II. z Rožmberka a vesnice se tak vrátila do zvíkovského panství. Od Rožmberků koupili roku 1473 statky milevského kláštera Švamberkové. Roku 1575 císař Maxmilián II. Habsburský převedl veškerý pozemkový majetek kláštera Kryštofovi II. ze Švamberka jako dědičné jmění. Po bitvě na Bílé hoře koupil roku 1623 zkonfiskovaná švamberská panství Zvíkov a Orlík Jan Oldřich z Eggenberga. Posledními šlechtickými majiteli byli od roku 1710 Schwarzenbergové.
Stabilní katastr z první poloviny 19. století zachycuje na dnešním katastrálním území obce několik samot ve vltavském údolí:
- Pazdera. Dnešní Pazderna.
- Pepřil.
- Saník. Od majitelů bratří Šejharů koupila mlýn v roce 1922 společnost Přemysl Bečka a společníci a přestavěla jej na továrnu, kde na 40 dělníků vyrábělo závitníky a další nástroje pro kovoprůmysl.[10] Výroba šroubárny se po napuštění přehrady přesunula do objektů dnešní restaurace U Šáchů.
- Kopanický.
- Honsa. Podle pozdějších majitelů nazývaný Šejharův mlýn. Mlynář Šejhar budovu po roce 1902 vybavil dynamem, moderní turbínou a elektrickým osvětlením.[11]
- Šimek. Samota, podle které je v současnosti nazvána Šimkova strouha.
- Mašek. Pozdější Adámkův mlýn mlel na Hrejkovickém potoce dvěma vodními koly. V létě roku 1927 si zde pronajal pokoj malíř Václav Špála a během svého pobytu namaloval několik pláten s tematikou červenského údolí.[12]

Jetětice patřily v roce 1843 v rámci fideikomisního panského velkostatku Orlík do majetku knížete Bedřicha ze Schwarzenbergu. V této době vesnici tvořilo 20 konskripčních čísel, ve kterých bydlelo 245 obyvatel.
V roce 1857 obec postihl veliký požár, kdy většina domů vyhořela. Nová stavení byla postavena štítem k silnici nebo návsi. Při sčítání v roce 1860 měly Jetětice 273 obyvatel a 21 popisných čísel. V roce 1926 bylo evidováno 600 obyvatel a 87 popisných čísel, o čtyři roky později zde v 86 domech žilo 508 obyvatel.
Pod Jetětice nejpozději k roku 1869 administrativně spadala největší část povltavské vesnice Červená. Tento I. díl se rozkládal na pravém břehu řeky od Saníku po Hrejkovický potok. II. díl v katastrálním území Vůsí pokračoval severně k potoku na Bráníkách a nacházely se zde pouze kostel, fara, škola a hřbitov. III. díl ležel na levém břehu a měl vlastní faru i školu v Oslovu. Roku 1930 měla Červená I. díl 29. domů a 127 obyvatel, Červená II. díl 2 domy a 4 obyvatele, Červená III. díl 9 domů a 27 obyvatel. Nástupcem tohoto dílu je dnešní část obce a katastrální území Červená.

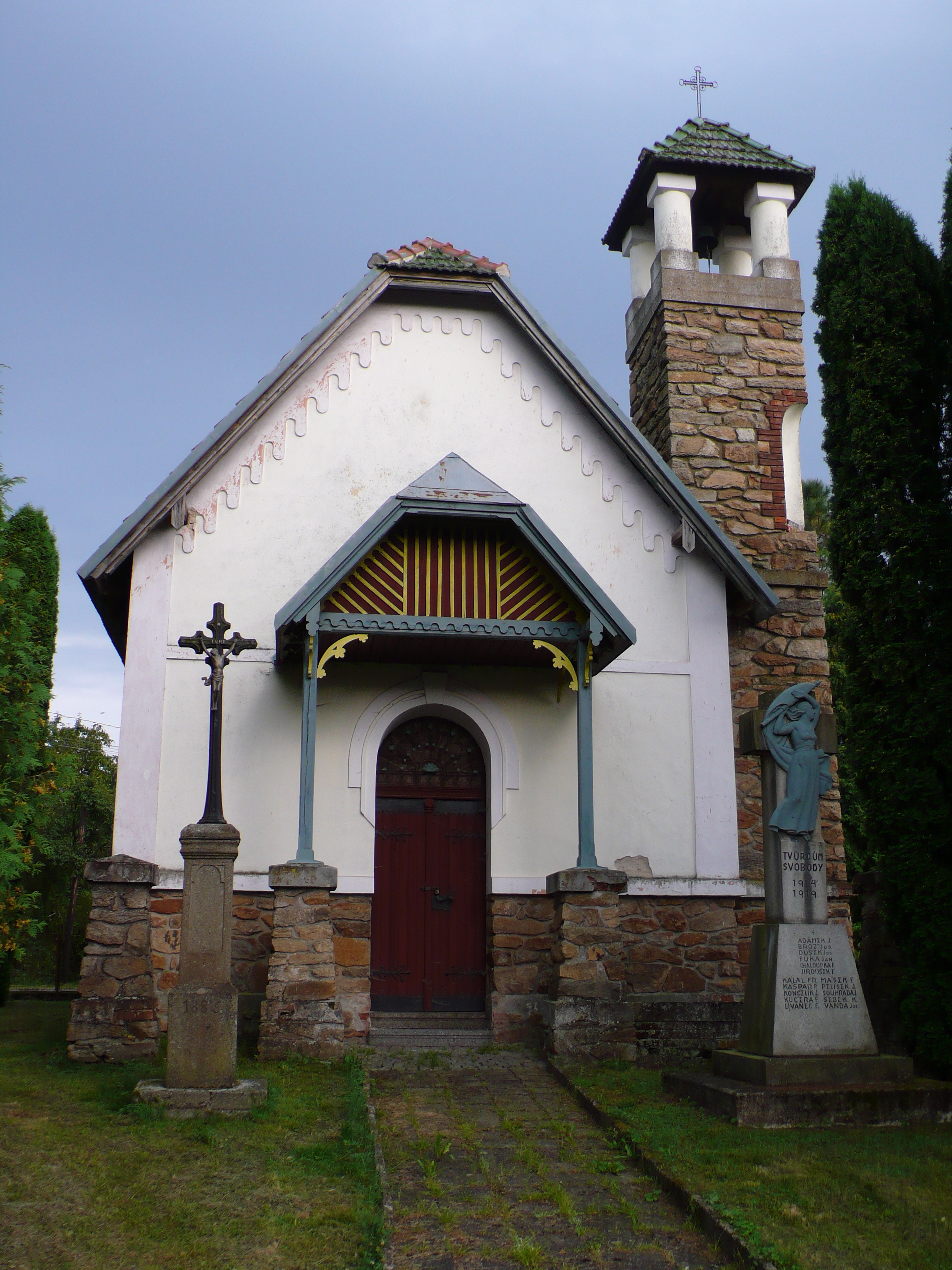
Kaple Narození Panny Marie

Od roku 1729 chodily děti z Jetětic do školy na Červené. V září roku 1877 se obec odškolila a v nově vystavěné budově (dnes čp. 122) podle návrhu Františka Koudelky z Milevska otevřela jednotřídní školu. Kvůli zvyšujícímu se počtu žáků obec oslovila Josefa Filipovského z Milevska, který vypracoval plány pro druhou třídu, do které žáci nastoupili v září 1891. V roce 1961 byla otevřena budova nová (dnes čp. 120) a původní objekt prošel v letech 1961 až 1964 stavební úpravou pro účely obecního národního výboru a kulturního domu (dnes budova obecního úřadu). Nicméně už v roce 1977 byla výuka v nové budově pro nedostatek žáků ukončena. Do roku 1984 zde fungoval dětský útulek, druhá část sloužila pro letní rekreaci.
V roce 1920 obec zřídila městskou knihovnu, která v současnosti sídlí v bývalé budově školy (čp. 120).
Sbor dobrovolných hasičů působí v obci od roku 1900. Mezi dříve působícími spolky lze jmenovat Čtenářsko-ochotnickou jednotu (od r. 1925) nebo Spořitelní a záložní spolek (od roku 1913).
Přes území obce byla v roce 1889 zprovozněna železniční trať Tábor–Ražice. Vltavu trať překonává na unikátním železničním mostě. Původně na trati stálo pouze nádraží, které se tehdy jmenovalo Jetětice. Teprve na jaře roku 1939 ho na podnět Odboru turistů v Milevsku ministerstvo železnic nechalo přejmenovat na Červená nad Vltavou. Občané Jetětic se navíc v roce 1917 částkou 2000 korun složili na postavení zastávky poblíž obce. Obec tedy měla zastávku i železniční nádraží.
Na konci druhé světové války útočily americké stíhací letouny, tzv. hloubkaři, na území okupovaném Němci na pozemní cíle, které měly vykazovat činnost k vojenským účelům. Vybíraly si především parní lokomotivy, nákladní a cisternové vagony, výtopny, na silnicích pak na vojenská vozidla a v neposlední řadě německá letiště. Po výjezdu z nádraží Červená nad Vltavou ve směru na Tábor byl takto 24. dubna 1945 v půl jedenácté napaden osobní vlak č. 1043. Letouny poškodily lokomotivu a jedenáct vagonů. Podle očitého svědectví četníků bylo zabito sedm osob (z toho dva vojáci), sedmnáct zraněno těžce (z toho šest vojáků) a pět lehce.
Do rekreačního střediska Vltava, které patří ministerstvu vnitra, byly během vojenského konfliktu na východě Ukrajiny na dobu 6 měsíců umísťovány rodiny volyňských Čechů. Zásluhou toho vykazovala obec v srpnu 2016 nezaměstnanost 19,8 %.
V červenci 2023 u obce Jetětice hořelo 40 hektarů lesa. Požár byl původně ohlášen jako požár trávy. Zasahovali profesionální hasiči ze tří krajů a sedmi stanic, a jednotky SDH 17 obcí. Na místě zasahovaly i tři vrtulníky - dva z Letecké služby PČR a jeden letecké hasičské služby, kterou objednávají ministerstva. Ty hasební vodu nabíraly v Orlické přehradě. Požár likvidovalo kolem 200 hasičů, asi 30 cisteren a další technika. Škoda je předběžně 10 milionů. Někteří majitelé pozemků, např. premonstráti, nebyli pojištění. Při zásahu se zranilo pět hasičů.

## Obyvatelstvo
| část obce | 1843 | 1860 | 1869 | 1880 | 1890 | 1900 | 1910 | 1921 | 1926 | 1930 | 1950 | 1961 | 1970 | 1980 | 1991 | 2001 | 2011 | 2021 |
| --------- | ---- | ---- | ---- | ---- | ---- | ---- | ---- | ---- | ---- | ---- | ---- | ---- | ---- | ---- | ---- | ---- | ---- | ---- |
| Jetětice  | 245  | 273  | 412  | 375  | 393  | 400  | 445  | 463  | 600  | 508  | 381  | 415  | 406  | 345  | 208  | 195  | 257  | 214  |
| Červená   | -    | -    | 218  | 176  | 159  | 140  | 134  | 140  | -    | 127  | 95   | 32   | 21   | -    | 94   | 101  | 34   | 101  |
| celkem    | 245  | 273  | 630  | 551  | 552  | 540  | 579  | 603  | -    | 635  | 476  | 447  | 427  | 345  | 302  | 296  | 291  | 315  |

| část obce | 1843 | 1860 | 1869 | 1880 | 1890 | 1900 | 1910 | 1921 | 1926 | 1930 | 1950 | 1961 | 1970 | 1980 | 1991 | 2001 | 2011 | 2021 |
| --------- | ---- | ---- | ---- | ---- | ---- | ---- | ---- | ---- | ---- | ---- | ---- | ---- | ---- | ---- | ---- | ---- | ---- | ---- |
| Jetětice  | 20   | 21   | 32   | 41   | 49   | 49   | 58   | 63   | 87   | 86   | 102  | 95   | 103  | 98   | 67   | 71   | 119  | 141  |
| Červená   | -    | -    | 30   | 24   | 22   | 21   | 24   | 23   | -    | 29   | 33   | 9    | 6    | -    | 44   | 64   | 25   | 24   |
| celkem    | 20   | 21   | 62   | 65   | 71   | 70   | 82   | 86   | -    | 115  | 135  | 104  | 109  | 98   | 111  | 135  | 144  | 165  |

## Obecní správa
Jetětice po prodeji roku 1463 patřily do majetku panského velkostatku Zvíkov, roku 1575 přešly mezi statky panství Orlík. Na nižší úrovni vrchnostenské správy spadala vesnice až do roku 1736 do místní působnosti branické rychty, později květovské rychty.
Na Lothově mapě z roku 1847 jsou Jetětice zakresleny v hranicích historického Prácheňského kraje. V době krajského zřízení v letech 1855–1862 se předmětným samosprávným krajem stal kraj táborský. Od roku 1948 příslušela obec do Českobudějovického kraje, od roku 1960 do Jihočeského kraje a do stejnojmenného i po roce 2000.
Politicky i soudně spadala obec do okresu Milevsko, pod okres Písek přešla až po reformě roku 1960.
Církevní správu vykonávala římskokatolická farnost Červená. Po zatopení farního kostela svatého Bartoloměje vodami orlické přehrady přebrala její agendu od 1. listopadu 1959 nová kolatura Květov s farním kostelem svatého Jana Křtitele a Panny Marie u osady Svatý Jan.
Starosta obce Ladislav Novotný (KSČM) vykonává svoji funkci již od roku 1990.

### Obecní symboly
Znak a vlajka byly obci uděleny rozhodnutím předsedy Poslanecké sněmovny Parlamentu České republiky dne 23. března 2021.

## Infrastruktura

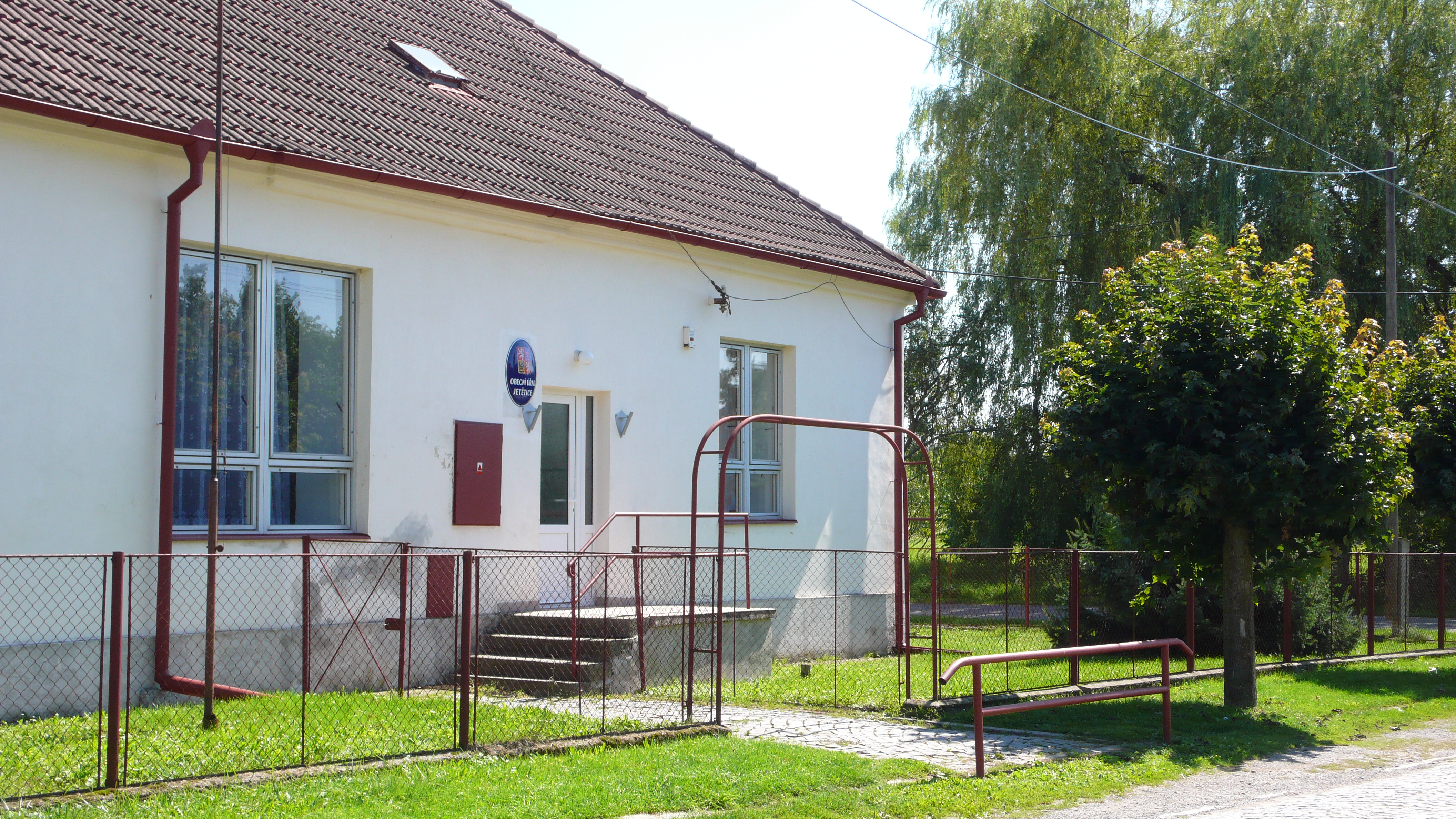
Obecní úřad

Budova obecního úřadu (čp. 122) slouží i k dalším kulturním a společenským akcím. V obci se konají karneval pro děti, posvícení, v zimě mikulášská nadílka a hasičský bál (pořádaný na první svátek vánoční). Nacházejí se zde knihovna (čp. 110), pošta (čp. 21), hasičská zbrojnice, prodejna smíšeného zboží Jednota (čp. 14), restaurace U Šáchů (čp. 152), penzion Kerak (čp. 85), velká rekreační střediska Vltava (čp. 126, patřící ministerstvu vnitra) a bývalé Letov a ZVVZ, funkční zemědělský areál nebo fotbalové a volejbalové hřiště.
Obec Jetětice téměř ze všech stran obepínají lesy, které jsou vhodné pro turistiku nebo sběr hub. Značené turistické trasy na sever od obce musely být v minulosti přetrasovány. Procházely totiž rukávečskou oborou vlastněnou Schwarzenbergy, kteří oboru nechali oplotit, následně v roce 2017 odstranili přelízky, rozcestníky sundali ze stromů a značky zamazali. Klub českých turistů a okolní obce tak budoucí podobu místa řeší soudní cestou. Orlická přehrada nabízí možnosti koupání.
Během posledních let se v části Jetětické Samoty staví nové rodinné domy. Do míst obec v minulosti zavedla vodovod, dešťovou a splaškovou kanalizaci a čističku odpadních vod.

## Doprava
Obcí Jetětice prochází silnice III. třídy (napojená na nadmístní silnici I. třídy I/29) pokračující do obce Stehlovice. Nacházejí se zde i zastávky autobusu se spojením do Milevska. Přes území obce vede regionální železniční trať Tábor–Ražice se zastávkou v obci Jetětice a nádražím v Červené nad Vltavou.
Parkování je volné.

## Pamětihodnosti

### Jetětice
- Kaple Narození Panny Marie se zvonicí na návsi z roku 1911.[14] O vnitřní výmalbu se téhož roku zasloužil A. Pelich z Milevska.[35]
- Kříž z roku 1885, umístěný před kaplí.
- Pomník padlým v první světové válce od táborského akademického sochaře Jana Vítězslava Duška[36] z roku 1924,[14] umístěný před kaplí, s nápisem: „Tvůrcům svobody (1914–1919). Adámek J., Brož Jos., Dušek Jos., Fuka Jan, Chaloupka F., Jiroušek F., Kálal Fr., Kašpar P., Končelík J., Kučera J., Lívanec F., Mašek F., Pelíšek J., Souhrada J., Šebek K., Vanda Jos.“
- Pomník padlým při osvobozování Československa, umístěný na polní cestě severně od obce, s nápisem: „Našim hrdinným bratrům osvoboditelům – Viktor Sergejevič Kalesnikov (1924 – 24. května 1945), Kosev (1925 – 13. května 1945) – kteří položili svůj život za osvobození naší vlasti, věnují občané Jetětic.“
- Původně tři kříže umístěné na cestě západně od obce, jak je zachycuje stabilní katastr (vznikly tedy nejpozději roku 1843). Dochovaný pouze prostřední kříž s nápisem „INRI“ a reliéfem kalicha a torzo východního kříže s reliéfem kalicha, umístěné u čp. 51.
- Květovský buk, významný strom v Rukávečské oboře u místa zvaného Čertův kůň, v současnosti nepřístupný.
- Kobyla a Hříbě, dva balvany v Rukávečské oboře u místa zvaného Čertův kůň, v současnosti nepřístupné. Balvany se postupně boří do země a v okamžiku, kdy zmizí, má podle pověsti nastat konec světa.[37]

### Červená (Jetětické Samoty)
- Železniční most přes Vltavu z let 1886–1889.
- Železniční nádraží Červená nad Vltavou na trati Tábor–Ražice.
- Kaple Panny Marie Lurdské v Jetětických Samotách z první poloviny 20. století, s nápisem: „Svatá Maria Matko Boží oroduj za nás“.[38]
- Památník Karla Šebka, umístěný u silnice v osadě Truhlařov, s nápisem: „K uctění světlé památky Karla Šebka, narozen dne 27. VIII. 1896, padl ve světové válce v boji u Sokalu v Haliči dne 6. V. 1917, věnováno otcem a sourozenci.“

## Galerie

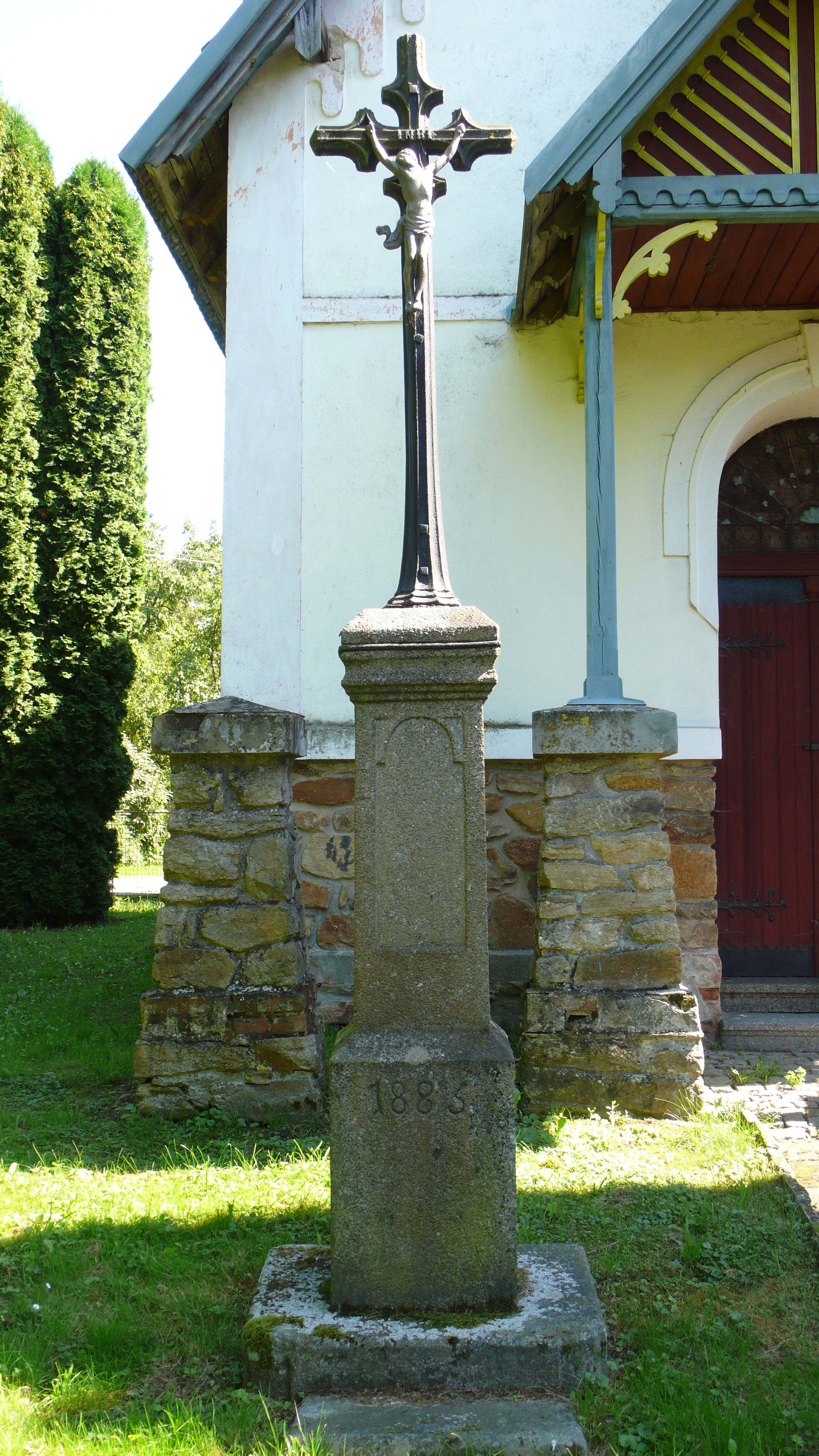
Kříž z roku 1885
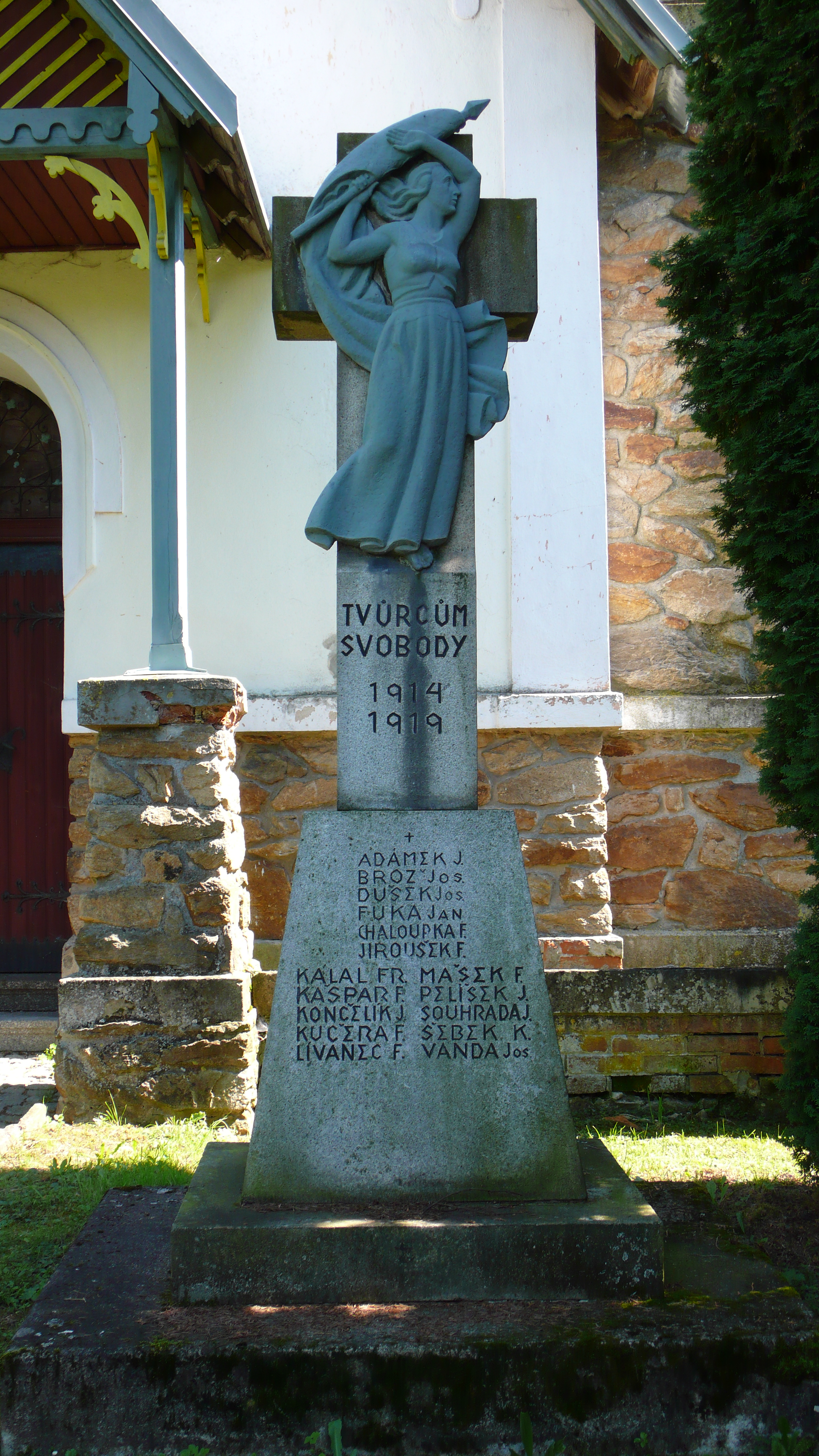
Pomník padlým v první světové válce z roku 1924
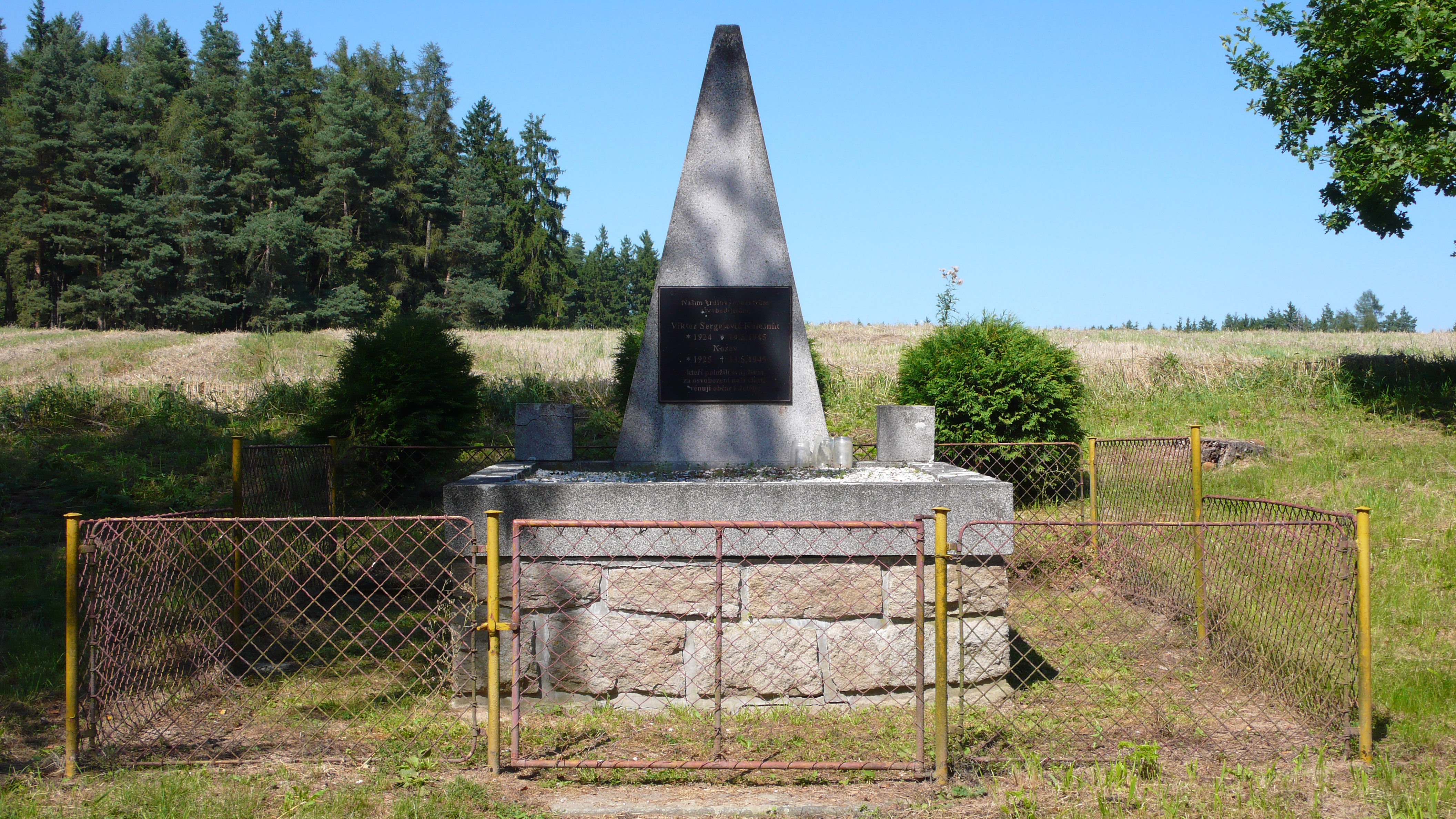
Pomník padlým při osvobozování Československa
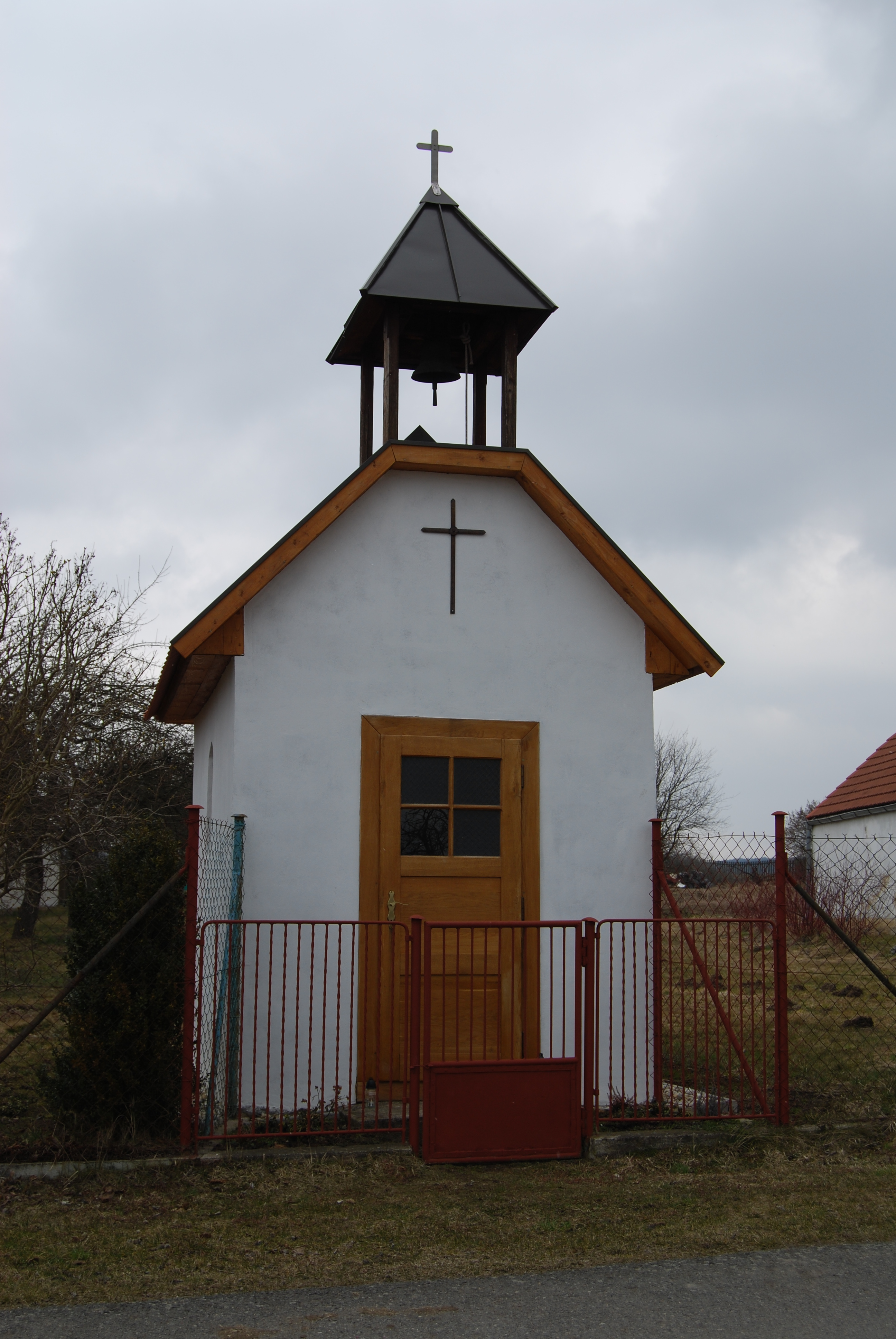
Kaple Panny Marie Lurdské
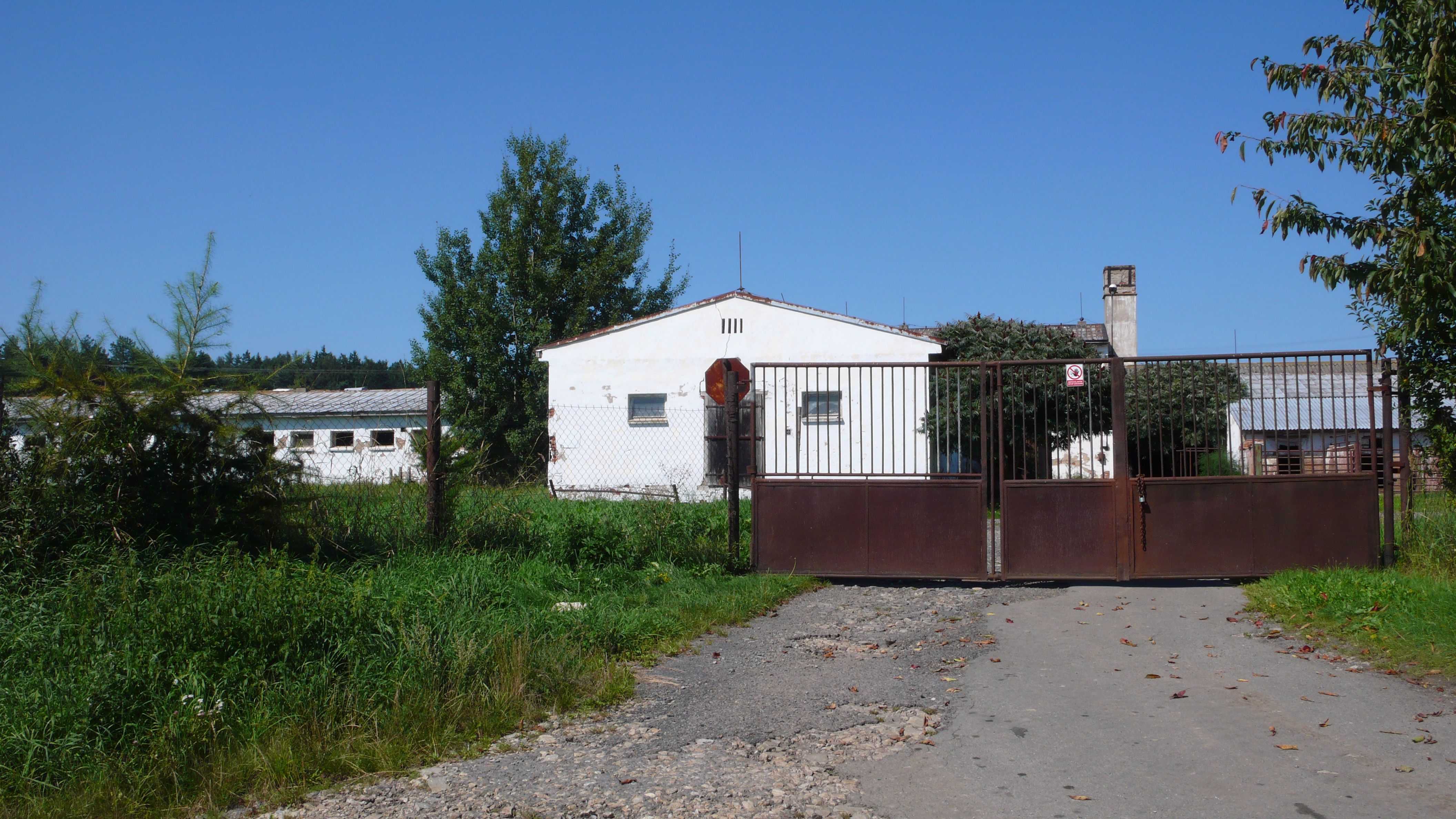
Zemědělské družstvo
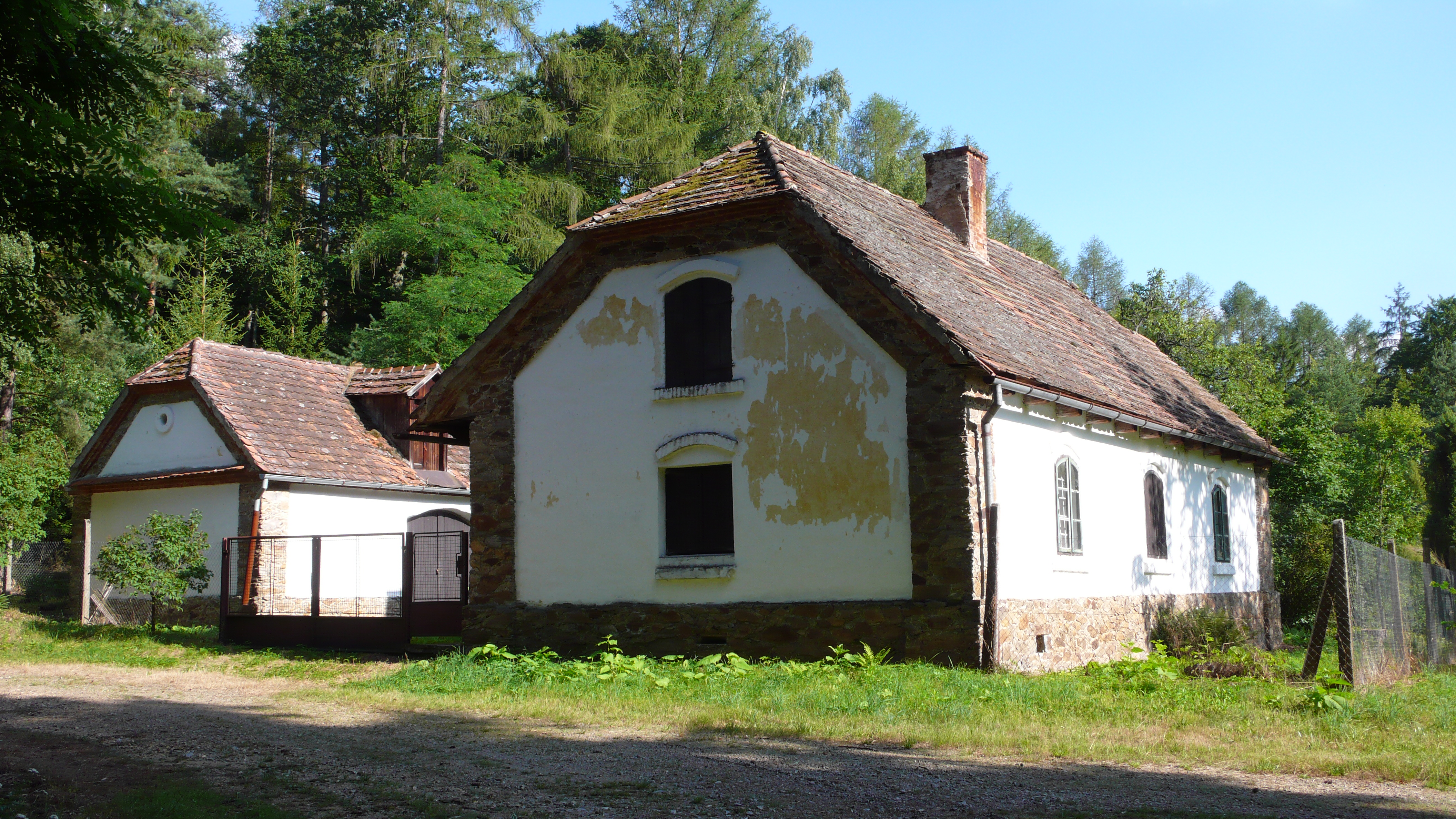
Myslivna Skalka u Jetětic